# Tibet zászlaja
Tibet zászlaja Tibet egyik jelképe.
A fehér háromszög hóborította hegyet ábrázol (utalás Tibet földrajzi helyzetére). A két oroszlán a világi és a szellemi hatalom közötti harmóniát jelképezi. Mancsukkal a drágakövet tartják, amely a törvényes rendet szimbolizálja az ok-okozat elve alapján, amely a buddhizmus tíz aranyszabálya és tizenhat kegyes elve, a végtelen jólét és béke forrásai alatt is meghúzódik.
A drágakő fölött három lángoló gyöngyszem jelenik meg, amelyek Buddhát (a megvilágosodottat), a dharmát (a tanítást) és a szanghát (a buddhista gyülekezetet) jelképezik. A nap a szabadság, a boldogság és a jólét szimbóluma. Tizenkét sugara Tibet hat ősi törzsének tizenkét leszármazottjára utal. Színeik a zászlót védelmező két istenséget (nő és férfi) idézik. A zászló sárga szegélye a buddhizmus „arany” eszményeinek terjedését szimbolizálja.
Jelenleg nincsen szabványos unicode szekvencia ami a tibeti zászlót reprezentálná. Tibetan Flag Emoji. [2021. április 19-i dátummal az eredetiből archiválva]. (Hozzáférés: 2021. április 19.)